# Lábnyik
Lábnyik, Lábnik vagy Vlamnik (románul Vladnic) az egyik legkeletibb magyarok lakta falu Romániában, Bákó megyében.

## Nevének eredete
A falu bel- és külterületi helynevei a falu keletkezésére, lakóinak származási helyére és folyamatos jelenlétére utalnak. A falu bel- és külterülete négy nagyobb egységre tagolódik, így Gyergyó, Csík, Pódoros és Dinec falurészekre. Ezen kívül még van egy kis rész a templomtól a hídig, a Csíkba és Gyergyóba vezető út elágazásáig terjedő rész, melyet a falusiak Vlamniknak hívnak. Erről kapta a falu is a nevét. A név Vlad családnévre utal, innen kaphatta a román nevét a falu. 

## Fekvése
Moldva közepén, a Szerettől keletre, Magyarfalu (Arini) szomszédságában találjuk az 1000 lelkes Lábnyikot, 155 m tengerszint feletti magasságban, dombos környezetben.

## Története
Lábnyik a székelyes csángó falvak közé tartozik. Ez azt jelenti, hogy alapítói székelyek voltak, akik Mária Terézia idejében, a madéfalvi veszedelem után települtek ki a Kárpátokon túlra, új hazát keresve Csíkból, Gyergyóból és Háromszékből. Az eredeteket jelzik a leggyakrabban előforduló Lackó és Polgár családnevek, valamint a falu két főutcája, amely máig is a Gyergyó és a Csík nevet viseli.

## Népessége
Halász Péter Lábnyikról szóló írása szerint Vlamnik lakossága 1842-ben 525 fő, 1844-ben 469 fő, 1851-ben 318 fő, 1857-ben 344 fő, 1858-ban 371 fő, 1898-ban 480 fő, 1920-ban 400 fő körüli (80 család), 1930-ban 730 fő, 1946-ban 550 fő, 1992-ben 941 fő, 1994-ben 1156 fő.
A számszerű adatokból nem tűnik ki a falu lakosságának nemzetisége, vallása. Az 1930-as évi román statisztikai adatok alapján az előbbiek szerint 730 fő a falu lélekszáma, ebből ortodox 104 fő, római katolikus 615 fő, magyar nemzetiségű 280 fő, magyar anyanyelvű 608 fő.
Domokos Pál Péter a "Moldvai Magyarok" című könyvében leírta Lábnyik lakóinak névsorát az 1930-as évi adatok szerint. A névsor olvasása közben feltűnik, hogy egyetlen Nyisztor név sem szerepel a felsorolásban. Ennek oka az lehet, hogy amikor Domokos Pál Péter a faluban járt és összeírta a falu lakóinak névsorát, akkor neki úgy mondták a neveket, ahogy egymás között számon tartották, vagyis sokszor a ragadvány neveket vezetéknévként jegyezte le. 
A faluból jelentős elvándorlás a második világháború alatt és az utána következő két évben volt. Ez meg is látszik a lakosság számában is. Ahogy korábban említődött 1930-ban 730-an lakták a falut, 1946-ban 550-en, vagyis 180 fővel kevesebben. A lélekszám csökkenésének oka lehetett a háborús veszteség, valamint a háborús időszak viszonyai között a nagy csecsemőhalandóság. A csökkenés legfőbb oka lehet azonban, hogy kihasználva a bukovinai székelyek Magyarországra való letelepítését, velük egy időben, vagy nem sokkal utánuk családok indultak naki a határnak azért, hogy Magyarországon folytassák tovább életüket. Az eddig összegyűjtött adatok szerint az első elvándorlás már akkor megkezdődött, amikor a második bécsi döntés értelmében Észak-Erdély újból Magyarországhoz tartozott és a határ elérhető közelségbe került a falusiak számára is. A többség Palánka felé vette az irányt és a Gyimesi-szoroson keresztül jutottak Erdélybe. 1940 és 1945 között a háborús helyzet lehetőségeit kihasználva a román katonai szolgálat elől a férfiak egy része a közeli határ gyenge őrzését kihasználva átszöktek Magyarországra, a feleség a gyerekekkel pedig, ahogy alkalom adódott követte a családfőt. A háború után 1947-ben további 22 családdal csökkent a falu lakossága.

## A magyar oktatás helyzete
A faluban – az 1950-es évek két tanévét eltekintve – sohasem volt magyar nyelvű oktatás. A 2002-es év elejétől, a Moldvai Csángómagyar Oktatási Program kezdeményezésére az iskolán kívüli magyar oktatást szakképzett pedagógusok veszik át, akik iskolán kívüli, délutáni foglalkozásokon tanítják a gyerekeket anyanyelvükön írni, olvasni.

## Megközelíthetősége
A falu gépjárművel két irányból közelíthető meg.

## Helynevek
A falu helynevei közül az említett Gyergyó, Csík, Pódoros, Dinec nemcsak utcanevek, hanem külön falunevek része is. Ezért mondják, hogy Csíkban, Gyergyóban lakom, vagy megyek Pódorosba, Dinecbe. Az említett neveken kívül további nevezetes helyek: Arinósza erdő, Bécskuttya, Cserefa, Kicsi Pódoros, Nagypódoros, Szent Illés keresztfája a Giligórban, Vereshíd (aminek valószínű román nevéből lett "podu roșu" Pódoros), Bőrepuszta, Bükkös, Csere erdő, Cserés, Csiki gödör, Csiki erdő, Teftelugi erdő (ennek a kivágásakor keletkezett vízmosásban találtak egy üst aranypénzt), Forró-gödre, Csimpolyás (csimpolyálni=dudálni), Csorba gödre, Gliligor (egy meredek hegy a gyergyói részen. Valamikor szőlő volt rajta, ma legelő), Kenderes, Köveskút, Lapos, Paphely, Paprét, Somódala, Szakáli gödre, Újtemető, Szőcsi erdő.

## Híres személyiségek
- Dr. Laczkó Mihály, az Észre sem vettük, magyarok lettünk című könyv szerzője, a Zrínyi Katonai Akadémia volt tanára
- Laczkó Flórián, Zákányfalu római katolikus papja (Somogy megye)
- Dr. Polgár Antal , mezőgazdaság-tudományi doktor, a Baranya Megyei Önkormányzat környezet- és természetvédelmi titkára (1979-2005)

## Külső hivatkozások
- Moldvai Csángómagyarok Szövetsége
- Egyházaskozári Csángómagyar Hagyományőrző Együttes
- Lábnyik Gyergyóból „hozódik”